# Entomología forense

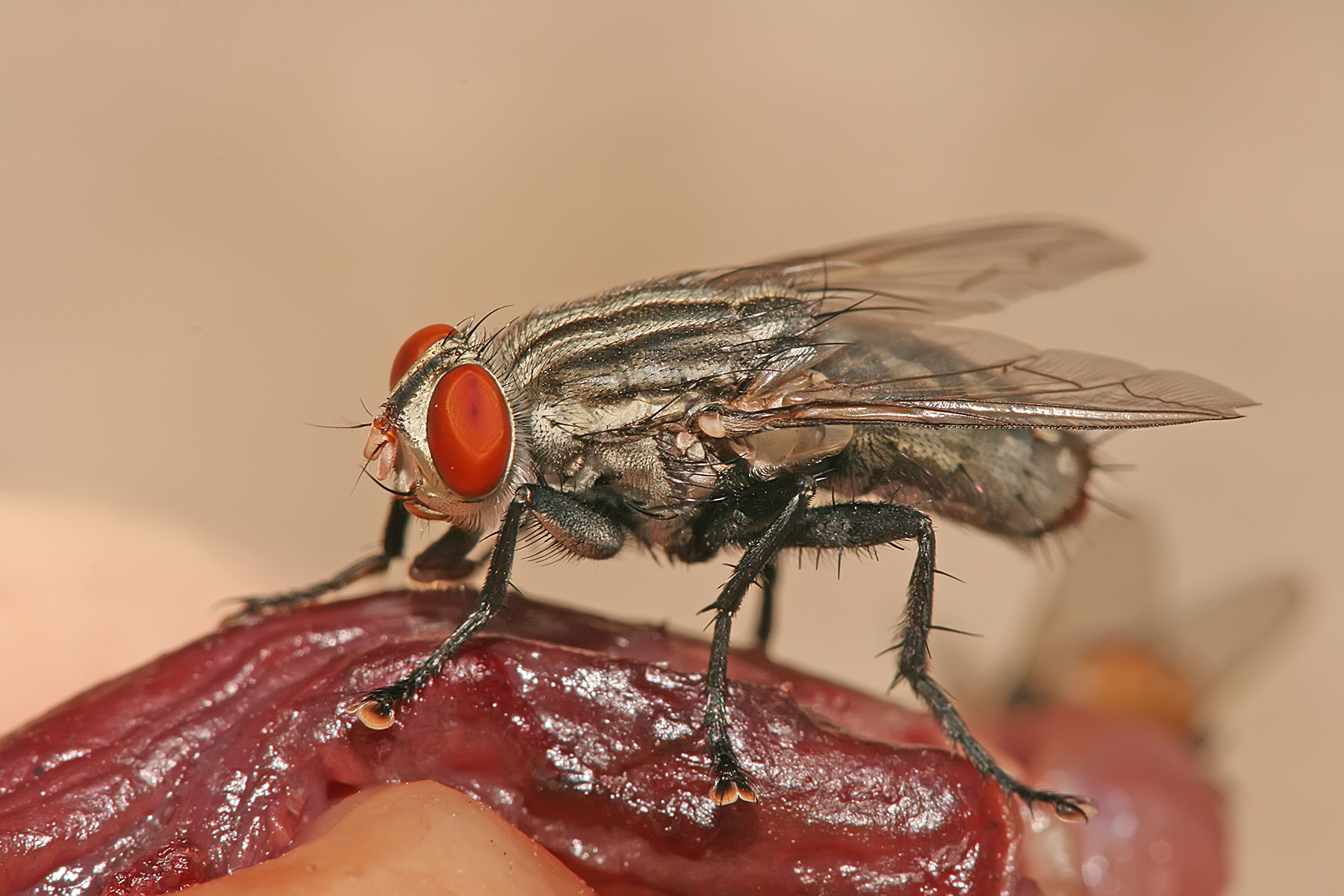
Mosca Sarcophagidae en carne en descomposición

La entomología forense es aquella especialidad dentro de la entomología aplicada que se ocupa del estudio de los insectos y otros artrópodos como pruebas científicas en materias legales, en especial en casos que llegan a un tribunal de justicia. Son ejemplos las infestaciones en lugares urbanos que pueden llevar a litigios (entomología urbana), los litigios por infestaciones en bienes de consumo conservados en almacenamiento (entomología de productos almacenados) y los artrópodos muestreados durante la investigación de una muerte dudosa o un crimen (entomología médico-legal).
Una correcta identificación y análisis requieren de estudios previos de investigación básica en dos grandes áreas: el desarrollo de los artrópodos en condiciones de cría controlada (sobre todo, temperatura y humedad relativa) y los patrones espacio-temporales de colonización y abandono del cadáver por parte de los artrópodos (estudios sucesionales).
Su aplicación más resonante es la de definir un intervalo post mortem, como fue estimado en el esclarecimiento del caso Carrasco, la muerte de un muchacho de 18 años durante el servicio militar obligatorio argentino cuyas pruebas forenses desataron el escándalo en todos los medios de comunicación y provocaron que el presidente Menem promulgara la finalización del servicio militar obligatorio en todo el país, caso muy recordado y resonante que recuerdan todos los argentinos.

## Aspectos biológicos de la entomología médico-legal
La colonización de los animales por artrópodos, principalmente insectos, antes o después de su muerte, suele estar bien documentada. La colonización de un animal antes de su muerte puede estar asociada a una herida específica o un área de putrefacción. Después de la muerte, la colonización también ocurre en sitios predecibles. Estos sitios incluyen los orificios naturales del cuerpo, como los ojos, la boca, la nariz y las orejas. Otros sitios, como la región urogenital, son colonizados en un lapso de tiempo similar a las colonizaciones de la cabeza. Sin embargo, las heridas infligidas en el cuerpo del animal producen sitios alternativos de colonización. Estos sitios podrían ser el resultado de abusos, heridas por arma de fuego, heridas por arma blanca o cualquier otro mecanismo de producción. Como en todas las sucesiones, la colonización empieza por cierta comunidad que a medida que avanza la putrefacción, se va modificando en su composición. Tales variaciones en la composición de la comunidad sarcosaprófaga es la que permite estimar la edad de la sucesión.
Parte del ADN humano colectado en la escena de un crimen puede provenir del aparato digestivo de artrópodos chupadores de sangre encontrados en el cuerpo o sus alrededores, como piojos (Phthiraptera: Pediculidae), chinches de cama (Hemiptera: Cimicidae), garrapatas y mosquitos (Diptera: Culicidae).
También puede ser útil determinar la presencia de sustancias extrañas en artrópodos alimentándose de los restos de un cuerpo. La entomotoxicología analiza los artrópodos colectados de restos en descomposición en ausencia de tejidos blandos o fluidos (sin los cuales no se puede hacer el análisis toxicológico de rutina), para buscar toxinas como morfina, amitriptilina, temazepam, trazodona o metilendioximetanfetamina. La detección de estas sustancias puede determinar sobredosis o envenenamiento.
Los artrópodos colectados en un fallecido y en el lugar donde habitaba pueden ser indicadores de las condiciones de higiene del lugar y hacía cuánto que se encontraba en ese estado, algunos de ellos pueden determinar si existió negligencia.
La identificación de los artrópodos colectados puede proveer información sobre el área geográfica de la que proviene un cuerpo que fue trasladado.
Cuando se necesita una identificación de especímenes, ésta puede realizarse a partir de caracteres morfológicos. Si los criterios morfológicos fuesen insuficientes para alcanzar dicho propósito, la utilización de herramientas de biología molecular (análisis de ADN) podrían permitir una identificación más exacta. La estimación de la edad de cada espécimen se basa en estudios previos de su desarrollo en relación con las variables ambientales.

## Caso particular: entomología forense aplicada a la agricultura
Cuando un agente biológico invade un recurso agrícola, puede requerirse del trabajo de un laboratorio de entomología para determinar si la plaga surgió naturalmente, accidentalmente o deliberadamente. Por ejemplo, Davies y colegas (1999) utilizaron especímenes preservados del US Department of Agriculture's Animal and Plant Health Inspection Service para reconstruir la historia de la invasión de la mosca Ceratitis capitata. Usando análisis de ADN, Davies y colegas fueron capaces de mostrar que los individuos capturados en la región de interés en diferentes años representaban eventos de introducción diferentes, en lugar de ser capturas de una única introducción que persistía en el tiempo con números poblacionales bajos alternados con explosiones poblacionales.
Con respecto a las colecciones necesarias para la identificación y análisis, un informe reciente (2003) del National Research Council de Estados Unidos indica que debe "desarrollarse información taxonómica y guardar especímenes de referencia para pestes o patógenos que se espera que puedan ser utilizados en ataques bioterroristas contra la agricultura de Estados Unidos de forma de poder hacer una identificación rápida y precisa después de que una peste o un patógeno es descubierto" (NRC 2003, pp. 91–92).